# رينيه بنجامين
رينيه بنجامين (بالفرنسية: René Benjamin)‏ هو صحفي وكاتب فرنسي، ولد في 20 مارس 1885 في باريس في فرنسا، وتوفي في 4 أكتوبر 1948 في تور في فرنسا.